# Leśnictwo (jednostka)

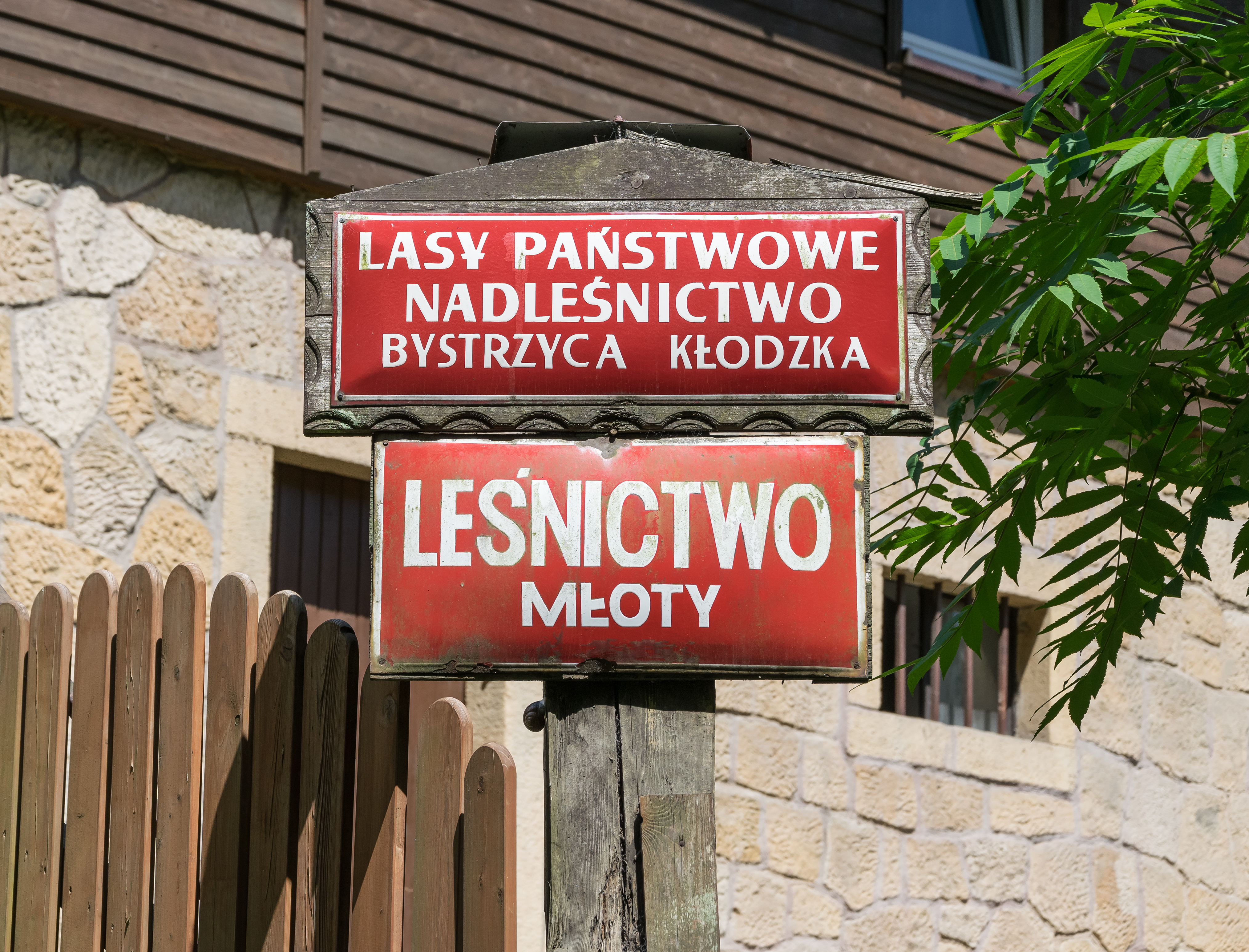
Tablice informacyjne przed leśniczówką w Młotach

Leśnictwo – jednostka organizacyjna w strukturze nadleśnictwa.
Liczba i obszar leśnictwa zależy od stanu rozproszenia lasów, rozmiaru zadań gospodarczych, nasilenia szkodnictwa leśnego itp.
Powierzchnia leśnictwa może wynosić od około 400 do nawet 3000 ha.
Na czele leśnictwa stoi leśniczy, powołany do wykonywania na powierzonym mu terenie czynności techniczno-gospodarczych, ochronnych i administracyjno-rachunkowych.
Leśniczy wykonuje swoje zadania przy pomocy podległych mu podleśniczych.